# 殺手保鑣
是一部2017年美國動作喜劇片，由派屈克·休斯執導，湯姆·歐康納撰寫劇本。電影主演包括萊恩·雷諾斯、山繆·傑克森、蓋瑞·歐德曼、艾洛蒂·袁和莎瑪·海耶克。
該片2017年8月18日在美國上映。續集《殺手保鑣2》定於2021年6月16日在美國上映。

## 劇情
故事敘述前白俄羅斯總統弗拉迪斯拉夫·杜霍維奇，被國際法院控告屠殺無辜民眾，職業殺手達瑞斯·金凱則掌握了杜霍維奇下令屠殺的關鍵證據。於是達瑞斯將被國際刑警組織與法國國家警察干預隊押送到，位在荷蘭的聯合國國際法院，要指控杜霍維奇。可是杜霍維奇為了阻止他，命令他一直祕密養著的一群非官方承認的白俄羅斯國家安全委員會殺手團隊設法殺害達瑞斯。
在國際刑警組織押送達瑞斯到機場途中，刑警組織的內鬼洩漏了達瑞斯的位置，使委員會的殺手團隊可以偷偷擊殺達瑞斯，可是失敗而回。達瑞斯和艾蜜莉亞·盧索探員逃到現場附近的安全屋。達瑞斯告訴艾蜜莉亞局中一定有內鬼，現正只能找局外人幫忙保護他。艾蜜利亞於是找來她的前男友，前世界頭號保鏢麥可·布萊斯。但麥可和達瑞斯過去曾因彼此的職業起過衝突，麥可甚至還因此失去信用、幾乎為此失去工作。在艾蜜莉亞的要求下，兩人必須把他們的紛爭放在一邊，以共同努力、化解危機。途中達瑞斯和麥可增進彼此感情，達瑞斯還幫助麥可化解他跟艾蜜莉亞的矛盾。

## 演員
| 演員                                  | 角色                                      | 簡介                                                                     |
| 萊恩·雷諾斯 Ryan Reynolds             | 麥可·布萊斯 Michael Bryce                 | 行事一板一眼，有著強烈個人堅持的頂級保鑣。                               |
| 山繆·傑克森 Samuel L. Jackson         | 達瑞斯·金凱 Darius Kincaid                | 職業殺手，被捕後因為握有杜霍維奇下令屠殺的證據而成為指證對方的關鍵證人。 |
| 蓋瑞·歐德曼 Gary Oldman               | 弗拉迪斯拉夫·杜霍維奇 Vladislav Dukhovich | 前白俄羅斯總統，殘暴的獨裁者。                                           |
| 艾洛蒂·袁 Élodie Yung                 | 艾蜜莉亞·盧索 Amelia Russell              | 麥可的前女友，國際刑警組織的探員，負責押送金凱德前往國際法庭作證。       |
| 莎瑪·海耶克 Salma Hayek               | 桑妮亞·金凱 Sonia Kincaid                 | 金凱的妻子，國際刑警組織將她關在荷蘭的監獄內迫使金凱出來指證杜霍維奇。   |
| 喬昆·迪·艾曼達 Joaquim de Almeida     | 吉恩·富契爾 Jean Foucher                  | 國際刑警，艾蜜莉亞的上司。實為黑警，暗中協助杜霍維奇。                   |
| 山姆·哈茲爾丁 Sam Hazeldine           | 蓋瑞 Garrett                              | 國際刑警，艾蜜莉亞的同僚。為人跋扈囂張，但戰鬥能力不俗。                 |
| 阿倫·麥肯納 Alan McKenna              | 刑警 Interpol Agent                       | 駐阿姆斯特丹的國際刑警，艾蜜莉亞的同僚。                                 |
| 尤里·科洛科爾尼科夫 Yuri Kolokolnikov | 伊凡 Ivan                                 | 杜霍維奇手下的傭兵首領，魁梧雄壯。                                       |
| 理查·E·格蘭特 Richard E. Grant        | 塞佛特先生 Mr. Seifert                    | 布萊斯的客戶，一位有毒癮的中年律師。                                     |
| 米哈伊爾·戈雷沃伊 Mikhail Gorevoy     | 利特溫 Litvin                             | 杜霍維奇的代表律師。                                                     |
| 克絲蒂·蜜契爾 Kristy Mitchell         | 蕾貝卡·哈爾 Rebecca Harr                  | 金凱的代表律師。                                                         |
| 早乙女津和雪 Tsuwayuki Saotome        | 黑澤先生 Mr. Kurosawa                     | 日本軍火商人，麥可的客戶，於開首被金凱殺害並導致麥可事業一落千丈。       |

## 製作
2011年5月，大衛·艾里森的天空之舞製片公司買下了湯姆·歐康納撰寫的動作片劇本《The Hitman's Bodyguard》。該劇本為2011年黑名單的未入列項目。
2015年11月4日，宣布萊恩·雷諾斯、山繆·傑克森及蓋瑞·歐德曼將已加入本片，傑夫·瓦德洛將為怒族影業執導電影。電影的監製包括馬克·吉爾、馬修·歐托爾、約翰·湯普森和李斯·韋爾登。2016年2月23日，艾洛蒂·袁和莎瑪·海耶克簽約參演，獅門影業負責美國的發行權。2016年3月9日，據報導，瓦德洛退出了本片，而《浴血任務3》的導演派屈克·休斯則簽約接任導演。
電影的主體拍攝於2016年4月2日開始陸續在倫敦、阿姆斯特丹與索菲亞進行。

## 發行
電影定於2017年8月18日在美國上映。2017年4月12日，電影釋出首支預告片。

### 評價
《殺手保鑣》獲得了褒貶不一的評價。爛番茄根據150條評論，持有39%的新鮮度，平均得分5.1／10。在Metacritic上，其得分50。據CinemaScore調查，觀眾在A+至F間的評價落在「B+」。
《綜藝》的彼得·德布魯克給了本片好評，並稱它是一個愉快的夏季驚喜；他認為電影有些動作場面相當卡通，但《浴血任務3》的導演派屈克·休斯並未使這成為主要的風格，且雷諾斯和傑克森的化學反應讓整部片成為令人愉快的動作喜劇。

### 票房
北美方面，《殺手保鑣》與《羅根好好運》同天上映和競爭，預估首週末能從3350間戲院中獲得1700萬至2000萬美元的票房。本片在首映的第一天獲得了800萬美元（包括週四晚間的165萬美元）。美國首週末票房收入為2160萬美元，位居當週票房冠軍。
台灣方面，首週三天票房為新台幣3000萬元。
| 上一届： 《安娜貝爾：造孽》 | 2017年美國週末票房冠軍 第33-35週 | 下一届： 《牠》       |
| 上一届： 《安娜貝爾：造孽》 | 2017年台北週末票房冠軍 第33週    | 下一届： 《美國製造》 |

## 續集
2018年5月，據報導，傑克森和雷諾斯正在會談回歸出演續集，且續集定名為《The Hitman's Wife's Bodyguard》，計劃在今年下半年開始拍攝。

## 外部連結
- 互联网电影数据库（IMDb）上《殺手保鑣》的资料（英文）
- Box Office Mojo上《殺手保鑣》的資料（英文）
- AllMovie上《殺手保鑣》的资料（英文）
- 爛番茄上《殺手保鑣》的資料（英文）
- Metacritic上《殺手保鑣》的資料（英文）
- 開眼電影網上《殺手保鑣》的資料（繁體中文）
- 时光网上《殺手保鑣》的資料（简体中文）
- 豆瓣电影上《殺手保鑣》的資料 （简体中文）